# Carina Witthöft
Carina Witthöft (* 16. Februar 1995 in Wentorf bei Hamburg) ist eine ehemalige deutsche Tennisspielerin.

## Karriere
Witthöft begann mit fünf Jahren das Tennisspielen und bevorzugt Hartplätze. Sie gewann bislang 12 Einzeltitel, davon 11 auf der ITF Women’s World Tennis Tour und einen WTA-Titel.

### 2011 bis 2013
Am 30. April 2011 feierte Witthöft beim ITF-Turnier in Zell am Harmersbach ihren ersten Turniersieg.
Im Sommer 2012 folgten Siege bei den ITF-Turnieren in Ystad und in Wrexham. Im Juli 2012 debütierte sie bei den Sony Swedish Open 2012 auf der WTA Tour; in der Qualifikation hatte sie sich gegen Marina Shamayko, Oqgul Omonmurodova und Jill Craybas durchgesetzt. Sie verlor in der ersten Runde gegen Kateryna Bondarenko. Im Juni 2013 stand sie in Wimbledon erstmals im Hauptfeld eines Grand-Slam-Turniers. Nach überstandener Qualifikation verlor sie ihre Erstrundenpartie gegen Kimiko Date-Krumm mit 0:6, 2:6. Im August 2013 gewann sie beim Turnier in Hechingen ihren vierten ITF-Titel.

### 2014 bis 2016
Ab 2014 wurde sie von Torben Beltz trainiert. Mit Siegen über Melanie Klaffner, Anastassija Rodionowa und Alizé Lim qualifizierte sie sich für die Australian Open, bei denen sie in der ersten Runde Mandy Minella unterlag. In Roland Garros, Wimbledon und bei den US Open scheiterte sie jeweils in der Qualifikation. Witthöft gewann in diesem Jahr vier ITF-Turniere: Im August verteidigte sie ihren Titel in Hechingen, im September gewann sie die Turniere in Barnstaple und Saint-Malo und im Oktober gewann sie das Turnier in Joué-lès-Tours durch einen Finalsieg über Urszula Radwańska. Danach stand sie in der Weltrangliste erstmals in den Top 100.
Zum Saisonstart 2015 spielte sie die Qualifikationen der WTA-Turniere in Shenzhen und Hobart und schied jeweils in der Auftaktrunde aus. Bei den Australian Open, bei denen sie erstmals direkt für das Hauptfeld eines Grand-Slam-Turniers qualifiziert war, erreichte sie ihren bis dahin größten Erfolg. Nach Siegen über Carla Suárez Navarro und Christina McHale stand sie in der dritten Runde, in der sie sich dann Irina-Camelia Begu geschlagen geben musste. In Kuala Lumpur erreichte sie erstmals in ihrer Karriere das Viertelfinale eines WTA-Turniers, in dem sie Caroline Wozniacki unterlag.
2016 schied sie bei den Australian Open und den French Open jeweils in der ersten Runde aus, erreichte aber in Wimbledon und bei den US Open jeweils erstmals die dritte Runde. Beim WTA-Turnier in Gstaad stand sie erneut in einem Viertelfinale.

### Erster WTA-Titel 2017
Nach ihrem Ausscheiden bei den Australian Open in der zweiten Runde gegen Angelique Kerber erreichte sie in Budapest erstmals das Halbfinale eines WTA-Turniers. Im Oktober 2017 gewann sie dann beim Turnier in Luxemburg mit einem Finalsieg über Mónica Puig ihren ersten WTA-Titel.

### Auszeit ab 2019
Ihre letzte komplette Profisaison spielte Carina Witthöft 2018, das letzte Turnier waren die Australian Open 2019, wo sie ihr Erstrundenmatch gegen Conny Perrin beim Stande von 1:5 im ersten Satz aufgab. Seit Oktober 2019 wird sie nicht mehr in den Weltranglisten geführt.
Ein geplantes Comeback zum AK Ladies Open im Februar 2020 sagte Witthöft kurzfristig ab.

### Nationale Erfolge
Witthöft wurde 2009 im Alter von 14 Jahren jüngste Hamburger Damenmeisterin.
Von 2012 bis 2019 trat Witthöft für ihren Heimatverein Der Club an der Alster in der Tennis-Bundesliga an, davon 2012 bis 2015 sowie 2019 in der 2. Liga und 2016 bis 2018 in der 1. Liga.
Im Dezember 2016 gewann sie die nationalen deutschen Hallen-Tennismeisterschaften 2016 im Dameneinzel.
2017 spielte sie zwei Doppel an der Seite von Laura Siegemund für das deutsche Fed-Cup-Team, die beide verloren wurden.

## Turniersiege

### Einzel
| Nr. | Datum              | Turnier             | Kategorie         | Belag             | Finalgegnerin      | Ergebnis       |
| --- | ------------------ | ------------------- | ----------------- | ----------------- | ------------------ | -------------- |
| 1.  | 30. April 2011     | Zell am Harmersbach | ITF $10.000       | Sand              | Vanessa Henke      | 4:6, 6:3, 6:4  |
| 2.  | 30. Juni 2012      | Ystad               | ITF $25.000       | Sand              | Walerija Solowjowa | 6:2, 6:1       |
| 3.  | 29. Juli 2012      | Wrexham             | ITF $25.000       | Hartplatz         | Donna Vekić        | 6:2, 6:77, 6:2 |
| 4.  | 11. August 2013    | Hechingen           | ITF $25.000       | Sand              | Laura Thorpe       | 6:1, 6:4       |
| 5.  | 10. August 2014    | Hechingen           | ITF $25.000       | Sand              | Laura Siegemund    | 4:6, 6:4, 6:3  |
| 6.  | 7. September 2014  | Barnstaple          | ITF $25.000       | Hartplatz (Halle) | Viktorija Golubic  | 6:2, 6:4       |
| 7.  | 14. September 2014 | Saint-Malo          | ITF $50.000       | Sand              | Alberta Brianti    | 6:0, 6:1       |
| 8.  | 19. Oktober 2014   | Joué-lès-Tours      | ITF $50.000       | Hartplatz (Halle) | Urszula Radwańska  | 6:3, 7:66      |
| 9.  | 22. Februar 2015   | Altenkirchen        | ITF $25.000       | Teppich (Halle)   | Antonia Lottner    | 6:3, 6:3       |
| 10. | 10. Mai 2015       | Cagnes-sur-Mer      | ITF $100.000      | Sand              | Tatjana Maria      | 7:5, 6:1       |
| 11. | 12. Juli 2015      | Versmold            | ITF $50.000       | Sand              | Johanna Larsson    | 6:3, 6:3       |
| 12. | 21. Oktober 2017   | Luxemburg           | WTA International | Hartplatz (Halle) | Mónica Puig        | 6:3, 7:5       |

### Doppel
| Nr. | Datum             | Turnier    | Kategorie   | Belag             | Partnerin | Finalgegnerinnen                     | Ergebnis |
| --- | ----------------- | ---------- | ----------- | ----------------- | --------- | ------------------------------------ | -------- |
| 1.  | 7. September 2014 | Barnstaple | ITF $25.000 | Hartplatz (Halle) | Alizé Lim | Viktorija Golubic Diāna Marcinkēviča | 6:2, 6:1 |

## Abschneiden bei Grand-Slam-Turnieren

### Einzel
| Turnier         | 2013 | 2014 | 2015 | 2016 | 2017 | 2018 | 2019 | Karriere |
| --------------- | ---- | ---- | ---- | ---- | ---- | ---- | ---- | -------- |
| Australian Open | —    | 1    | 3    | 1    | 2    | 1    | Q1   | 3        |
| French Open     | Q2   | Q3   | 2    | 1    | 3    | 1    | —    | 3        |
| Wimbledon       | 1    | Q2   | 1    | 3    | 3    | 1    | —    | 3        |
| US Open         | Q1   | Q3   | 1    | 3    | 1    | 2    | —    | 3        |

Zeichenerklärung: S = Turniersieg; F, HF, VF, AF = Einzug ins Finale / Halbfinale / Viertelfinale / Achtelfinale; 1, 2, 3 = Ausscheiden in der 1. / 2. / 3. Hauptrunde; Q1, Q2, Q3 = Ausscheiden in der 1. / 2. / 3. Runde der Qualifikation; n. a. = nicht ausgetragen

### Doppel
| Turnier         | 2015 | 2016 | 2017 | 2018 | Karriere |
| --------------- | ---- | ---- | ---- | ---- | -------- |
| Australian Open | —    | 1    | 1    | 2    | 2        |
| French Open     | —    | —    | 1    | 2    | 2        |
| Wimbledon       | 1    | —    | 1    | 1    | 1        |
| US Open         | —    | 1    | 2    | —    | 2        |

## Persönliches
Witthöfts Vater betreibt mehrere Tennisanlagen in Hamburg. Ihre drei Jahre ältere Schwester studiert Mode und spielt wie sie für den Club an der Alster seit 2010 in der ersten und zweiten Bundesliga. Bei den Hechingen Ladies Open 2013 traten die beiden Schwestern im Hauptfeld des Doppels zusammen an, verloren jedoch bereits in der ersten Runde.
Im August 2023 wurde sie Mutter eines Sohnes.

## Influencerin
Seit 2017 wird sie von der Hamburger Medienagentur Jung von Matt/Sports in den sozialen Medien vermarktet. Ihre selbstgewählte Auszeit vom Tennis ab Januar 2019 und Vermarktung abseits ihrer Tenniskarriere brachte ihr von Fans und Medien zunehmend Kritik ein.